# Ken Miles
Kenneth Harry Miles (1918. november 1. – 1966. augusztus 17.) brit versenymérnök, autóversenyző.

## Pályafutása
1918. november 1-jén született meg az angliai Sutton Coldfieldben, amely Birmingham városához volt közel. Eric Miles és Clarice Jarvis voltak szülei. 15 éves korában beállt Wolseley Motors-hoz inasnak, miután otthagyta az iskolát. Az autókhoz és a más gépekhez elég jó érzéke volt, ezért később műszaki iskolába küldték, hogy minél többet megtanuljon a járműgyártásról. 1939-ben kitört a második világháború és ő is beállt a seregbe, tankparancsnok volt, részt vett a normandiai partraszállásban is. A háborút követően számos neves autómárkánál megfordult, úgy mint a Frazer Nash, az Alfa Romeo és a Bugatti. 1952-ben Los Angelesbe költözött A versenyzői pályafutása kezdetén a Sports Car Club of Amerika futamain indult a saját építésű MG alapú versenygépével. 1953-ban egymás után 14 győzelmet ért el. A nyugati parton sorra halmozta a sikereket, egyrészt saját építésű autóival, másrészt olykor gyári versenygépekbe is beült, mint például a Porsche 550.
Nem csak versenyzett és autókat épített, hanem olykor az SCCA kaliforniai részlegének az irányítását is megszerezte. Szervezte a versenyeket, intézte a jegyeladásokat. Az 1960-as évek elejére már Amerika híres autóversenyzője volt, úgy emlegették, mint a nyugati parti Stirling Moss. Ez időben kötött barátságot a már szinte legendaként tisztelt Carroll Shelby-vel, aki már ez időben is a Ford V8-as motorjaival foglalkozott. Miles fontos szerepet játszott a Cobra, majd a Daytona Coupe és később a Ford GT40 kifejlesztésében. 1965-ben Bruce McLaren volt a csapattársa a Le Mans-i 24 órás autóversenyen, de váltóhiba miatt kiestek. 1966-os év elején megnyerte a élete első és utolsó Daytona-i 24 órás futamát, ott 678 kört tett meg Lloyd Ruby-val a GT40 volánja mögött. Majd szintén ez a páros megnyerte a Sebringi 12 órás autóversenyt is. Le Mansban Denny Hulme volt a csapattársa az 1-es rajtszámú Ford GT40-nel. A futamon megszerezte a vezetést, majd ugyan elsőként haladt át a célvonalon, azonban a célfotó miatt, amelyet a Ford vezetősége erőltetett a Shelby American versenycsapatra, mégsem őt ünnepelte a közönség és a világ, hanem a 2-es rajtszámú autóval célba érő Bruce McLaren és Chris Amon párost. Körülbelül 10 méteren múlott a tripla korona, mivel a 2-es számú GT40 ennyivel több métert tett meg a verseny alatt, miután hátrébb indultak a rajtrácson, mint az 1-es Ford.

## Halála
1966-ban a Riverside versenypályán tesztelte az új versenygépet a J-car nevet viselő prototípust. A lejtős hátsó egyenesben 200 mérföld/óra sebesség fölé ment, majd hirtelen megpördült alatta az autó, felborult és kigyulladt. Az egész autó apró darabokra esett szét, Miles kizuhant belőle és azonnal meghalt.

## Eredményei

### USAC Road Racing Championship
| Szezon | Bajnokság                     | Csapat                           | Autó              | Helyezés | Forrás        |
| ------ | ----------------------------- | -------------------------------- | ----------------- | -------- | ------------- |
| 1961   | USAC Road Racing Championship | Crandall Industries Incorporated | Porsche 718 RS 61 | 1.       | [ 11 ] [ 12 ] |

### Teljes Formula–1-es eredménysorozata
(Táblázat értelmezése)

(Félkövér: pole-pozícióból indult; dőlt: leggyorsabb kört futott) 

| Év   | Csapat            | 1   | 2   | 3   | 4   | 5   | 6   | 7   | 8      | Helyezés | Pont |
| ---- | ----------------- | --- | --- | --- | --- | --- | --- | --- | ------ | -------- | ---- |
| 1961 | Climax Straight-4 | MON | NED | BEL | FRA | GBR | GER | ITA | USA Nj | HN       | 0    |

### Le Mans-i 24 órás autóverseny eredménysorozata
| Év   | Csapat               | Rajtszám | Csapattárs    | Autó                                     | Kategória | Gumi | Kör | Összetett Helyezés | Kategória Helyezés |
| ---- | -------------------- | -------- | ------------- | ---------------------------------------- | --------- | ---- | --- | ------------------ | ------------------ |
| 1955 | MG Cars Ltd.         | 41       | John Lockett  | MG EX182 MG L4 1489cc                    | S1.5      |      | 249 | 12.                | 5.                 |
| 1965 | Shelby American Inc. | 1        | Bruce McLaren | Ford GT Mk II Ford 427 V8/90° OHV 6981cc | P+5.0     | G    | 45  | Kiesett (Váltó)    | Kiesett (Váltó)    |
| 1966 | Shelby American Inc. | 1        | Denny Hulme   | Ford GT Mk II Ford 427 V8/90° OHV 6982cc | P+5.0     | G    | 360 | 2.                 | 2.                 |

### Daytonai 24 órás autóverseny eredménysorozata
| Év      | Csapat               | Rajtszám | Csapattárs | Autó                                     | Kategória | Gumi | Kör | Összetett Helyezés | Kategória Helyezés |
| ------- | -------------------- | -------- | ---------- | ---------------------------------------- | --------- | ---- | --- | ------------------ | ------------------ |
| 1966    | Shelby American Inc. | 98       | Lloyd Ruby | Ford GT Mk II Ford 427 V8/90° OHV 7000cc | P+2.0     | G    | 678 | 1.                 | 1.                 |
| Forrás: |                      |          |            |                                          |           |      |     |                    |                    |

## Mozifilm
2019 novemberében mutatták be Az aszfalt királyai (Ford v Ferrari) című – a Ford és a Ferrari 1966-os Le Mans-i csatáját mutatja be – mozifilmet, amiben Milest Christian Bale alakítja.